# Севенсма, Тиесте
Тиесте Севенсма (1879, Снек — 1966, Хилверсюм) — голландский библиотечный деятель, активный деятель ИФЛА.

## Биография
Родился в 1879 году в Снеке. После окончания средней школы поступил в Амстердамский университет, где впоследствии получил учёную степень доктора теологии и политических наук. Администрация оставила дипломированного специалиста у себя и тот с 1908 по 1913 год работал библиотекарем. В 1913 году был избран на должность директора библиотеки при Коммерческом университете в Роттердаме и проработав до 1916 года, возглавил публичную библиотеку в Амстердаме. В 1929 году был избран на должность директора библиотеки Амстердамского университета, но оставаясь при этом директором публичной библиотеки в Амстердаме.
Скончался в 1966 году в Хилверсюме.